# Diébougou (departamento)
Diébougou é um departamento ou comuna da província de Bougouriba no Burkina Faso. A sua capital é a cidade de Diébougou.
Em 1 de julho de 2018 tinha uma população estimada em 56326 habitantes.